# ویتالی تاجبرت
ویتالی تاجبرت (انگلیسی: Vitali Tajbert؛ زادهٔ ۲۵ مهٔ ۱۹۸۲) بوکسور اهل آلمان است.